# Wanderers FC
The Wanderers Football Club var en engelsk fotbollsklubb från London. Den var en av de ledande klubbarna under 1860- och 70-talen och är framför allt känd för att ha vunnit den allra första FA-cupfinalen. Finalen spelades på Kennington Oval i London den 16 mars 1872. Wanderers vann finalen mot Royal Engineers med 1-0 och matchens enda mål gjordes av Morton Betts, under pseudonymen A.H. Chequer. Klubben vann cupen fem gånger under de sju första åren. De hade ingen fast hemmaplan som namnet The Wanderers antyder, men de spelade en del matcher på Lillie Bridge, Battersea Park och inte minst Kennington Oval.
Klubben grundades 1859 under namnet Forest Football Club i Leytonstone i nordöstra London, och var en av grundarna av The Football Association 1863. De ändrade namnet till Wanderers efter ett år i samband med en flytt tvärs över London till Battersea Park. Laget bestod till största delen av före detta elever från privatskolor och leddes av Charles Alcock, som var FA:s ordförande mellan 1870 och 1895 och en av förespråkarna för FA-cupen. 
Klubben lades ned 1883 när enskilda skolor startade egna lag (till exempel Old Etonians och Old Carthusians).
Wanderers FC har dock återuppstått på 2000-talet. Laget spelar för välgörande ändamål. Bland annat har "det nya" Wanderers FC spelat om FA-cupfinalen från 1872 mot Royal Engineers. Detta skedde 2012, 140 år efter den första finalen.

## Meriter
- FA-cupen 1872, 1873, 1876, 1877, 1878[1]

## Kända spelare
Charles William Alcock